# Тальковщизна
Тальковщизна (пол. Talkowszczyzna) — село в Польщі, у гміні Шудзялово Сокульського повіту Підляського воєводства.
Населення — 106 осіб (2011).
У 1975-1998 роках село належало до Білостоцького воєводства.

## Демографія
Демографічна структура станом на 31 березня 2011 року:
|          | Загалом | Допрацездатний вік | Працездатний вік | Постпрацездатний вік |
| -------- | ------- | ------------------ | ---------------- | -------------------- |
| Чоловіки | 47      | 2                  | 30               | 15                   |
| Жінки    | 59      | 6                  | 23               | 30                   |
| Разом    | 106     | 8                  | 53               | 45                   |